# Liste des planètes mineures non numérotées découvertes entre le 1er et le 15 août 2014
Pour un article plus général, voir Liste des planètes mineures non numérotées découvertes en 2014.
Pour un article plus général, voir Liste des planètes mineures.
Cet article dresse la liste des planètes mineures (astéroïdes, centaures, objets transneptuniens et assimilés) non numérotées découvertes en août 2014 dans l'ordre de leur découverte.
Au 15 janvier 2025, 661 077 des 1 434 993 planètes mineures répertoriées par le Centre des planètes mineures ne sont pas encore numérotées, soit 46,07 %.

## Rappel concernant la désignation provisoire
La désignation provisoire indique l'ordre de découverte de ces objets. En effet, cette désignation est composée de l'année de découverte (par exemple 2014) suivie de la quinzaine (demi-mois) de découverte (p.e. A = 1-15 janvier) puis de l'ordre de découverte dans cette quinzaine. Cet ordre est indiqué par une lettre et éventuellement un chiffre comme suit : A pour la première découverte, B pour la deuxième, ..., Z pour la 25e (le I n'est pas utilisé pour éviter la confusion avec 1), A1 pour la 26e, B1 pour la 27e, etc. , Z1 pour la 50e, A2 pour la 51e, B2 pour la 52e, etc. L'ordre de la numérotation ne suit donc pas l'ordre alphanumérique. 2014 AA1 suit ainsi 2014 AZ et précède 2014 AB1.

## Liste du1erau 15 août 2014
- 2014 PB
- 2014 PE
- 2014 PR
- 2014 PS
- 2014 PT
- 2014 PU
- 2014 PW
- 2014 PF1
- 2014 PK1
- 2014 PL1
- 2014 PN1
- 2014 PP1
- 2014 PW1
- 2014 PZ1
- 2014 PJ2
- 2014 PO2
- 2014 PR2
- 2014 PT2
- 2014 PU2
- 2014 PV2
- 2014 PX2
- 2014 PZ2
- 2014 PC3
- 2014 PG3
- 2014 PH3
- 2014 PJ3
- 2014 PL3
- 2014 PN3
- 2014 PO3
- 2014 PP3
- 2014 PQ3
- 2014 PT3
- 2014 PU3
- 2014 PV3
- 2014 PW3
- 2014 PX3
- 2014 PZ3
- 2014 PA4
- 2014 PB4
- 2014 PE4
- 2014 PF4
- 2014 PN4
- 2014 PT4
- 2014 PV4
- 2014 PW4
- 2014 PX4
- 2014 PC5
- 2014 PE5
- 2014 PG5
- 2014 PP5
- 2014 PX5
- 2014 PZ5
- 2014 PA6
- 2014 PF6
- 2014 PK6
- 2014 PQ6
- 2014 PW6
- 2014 PA7
- 2014 PE7
- 2014 PH7
- 2014 PN7
- 2014 PP7
- 2014 PR7
- 2014 PW7
- 2014 PA8
- 2014 PD8
- 2014 PE8
- 2014 PF8
- 2014 PJ8
- 2014 PO8
- 2014 PV8
- 2014 PA9
- 2014 PD9
- 2014 PF9
- 2014 PG9
- 2014 PL9
- 2014 PM9
- 2014 PP9
- 2014 PQ9
- 2014 PS9
- 2014 PU9
- 2014 PV9
- 2014 PW9
- 2014 PY9
- 2014 PZ9
- 2014 PC10
- 2014 PM10
- 2014 PR10
- 2014 PV10
- 2014 PW10
- 2014 PX10
- 2014 PA11
- 2014 PK11
- 2014 PM11
- 2014 PN11
- 2014 PP11
- 2014 PS11
- 2014 PT11
- 2014 PV11
- 2014 PX11
- 2014 PY11
- 2014 PB12
- 2014 PD12
- 2014 PE12
- 2014 PH12
- 2014 PJ12
- 2014 PK12
- 2014 PL12
- 2014 PM12
- 2014 PN12
- 2014 PQ12
- 2014 PV12
- 2014 PX12
- 2014 PC13
- 2014 PF13
- 2014 PQ13
- 2014 PS13
- 2014 PA14
- 2014 PB14
- 2014 PC14
- 2014 PD14
- 2014 PG14
- 2014 PH14
- 2014 PM14
- 2014 PO14
- 2014 PP14
- 2014 PQ14
- 2014 PT14
- 2014 PY14
- 2014 PH15
- 2014 PJ15
- 2014 PK15
- 2014 PL15
- 2014 PN15
- 2014 PR15
- 2014 PS15
- 2014 PT15
- 2014 PV15
- 2014 PY15
- 2014 PZ15
- 2014 PE16
- 2014 PG16
- 2014 PH16
- 2014 PK16
- 2014 PR16
- 2014 PS16
- 2014 PV16
- 2014 PW16
- 2014 PA17
- 2014 PF17
- 2014 PH17
- 2014 PM17
- 2014 PN17
- 2014 PP17
- 2014 PT17
- 2014 PV17
- 2014 PW17
- 2014 PZ17
- 2014 PB18
- 2014 PC18
- 2014 PK18
- 2014 PO18
- 2014 PR18
- 2014 PU18
- 2014 PW18
- 2014 PY18
- 2014 PF19
- 2014 PM19
- 2014 PO19
- 2014 PQ19
- 2014 PR19
- 2014 PU19
- 2014 PY19
- 2014 PA20
- 2014 PB20
- 2014 PC20
- 2014 PF20
- 2014 PH20
- 2014 PM20
- 2014 PR20
- 2014 PV20
- 2014 PB21
- 2014 PF21
- 2014 PG21
- 2014 PL21
- 2014 PM21
- 2014 PQ21
- 2014 PS21
- 2014 PV21
- 2014 PY21
- 2014 PZ21
- 2014 PB22
- 2014 PC22
- 2014 PE22
- 2014 PF22
- 2014 PJ22
- 2014 PR22
- 2014 PT22
- 2014 PU22
- 2014 PY22
- 2014 PC23
- 2014 PD23
- 2014 PL23
- 2014 PO23
- 2014 PR23
- 2014 PV23
- 2014 PX23
- 2014 PY23
- 2014 PA24
- 2014 PD24
- 2014 PF24
- 2014 PG24
- 2014 PJ24
- 2014 PM24
- 2014 PP24
- 2014 PQ24
- 2014 PT24
- 2014 PY24
- 2014 PE25
- 2014 PJ25
- 2014 PS25
- 2014 PY25
- 2014 PD26
- 2014 PF26
- 2014 PL26
- 2014 PO26
- 2014 PT26
- 2014 PU26
- 2014 PY26
- 2014 PB27
- 2014 PD27
- 2014 PH27
- 2014 PL27
- 2014 PM27
- 2014 PO27
- 2014 PP27
- 2014 PR27
- 2014 PV27
- 2014 PX27
- 2014 PB28
- 2014 PC28
- 2014 PD28
- 2014 PE28
- 2014 PJ28
- 2014 PO28
- 2014 PS28
- 2014 PW28
- 2014 PC29
- 2014 PK29
- 2014 PN29
- 2014 PO29
- 2014 PP29
- 2014 PQ29
- 2014 PR29
- 2014 PX29
- 2014 PA30
- 2014 PG30
- 2014 PJ30
- 2014 PO30
- 2014 PQ30
- 2014 PX30
- 2014 PA31
- 2014 PF31
- 2014 PG31
- 2014 PP31
- 2014 PR31
- 2014 PS31
- 2014 PV31
- 2014 PW31
- 2014 PY31
- 2014 PZ31
- 2014 PA32
- 2014 PC32
- 2014 PH32
- 2014 PP32
- 2014 PQ32
- 2014 PW32
- 2014 PX32
- 2014 PY32
- 2014 PZ32
- 2014 PC33
- 2014 PD33
- 2014 PE33
- 2014 PG33
- 2014 PJ33
- 2014 PM33
- 2014 PO33
- 2014 PR33
- 2014 PT33
- 2014 PU33
- 2014 PD34
- 2014 PE34
- 2014 PH34
- 2014 PL34
- 2014 PM34
- 2014 PN34
- 2014 PO34
- 2014 PS34
- 2014 PT34
- 2014 PU34
- 2014 PV34
- 2014 PX34
- 2014 PZ34
- 2014 PD35
- 2014 PK35
- 2014 PL35
- 2014 PO35
- 2014 PP35
- 2014 PS35
- 2014 PT35
- 2014 PV35
- 2014 PY35
- 2014 PG36
- 2014 PK36
- 2014 PM36
- 2014 PN36
- 2014 PO36
- 2014 PR36
- 2014 PZ36
- 2014 PD37
- 2014 PM37
- 2014 PQ37
- 2014 PV37
- 2014 PD38
- 2014 PJ38
- 2014 PM38
- 2014 PN38
- 2014 PQ38
- 2014 PY38
- 2014 PZ38
- 2014 PA39
- 2014 PB39
- 2014 PC39
- 2014 PG39
- 2014 PO39
- 2014 PX39
- 2014 PC40
- 2014 PD40
- 2014 PF40
- 2014 PH40
- 2014 PJ40
- 2014 PT40
- 2014 PW40
- 2014 PC41
- 2014 PD41
- 2014 PL41
- 2014 PX41
- 2014 PY41
- 2014 PD42
- 2014 PG42
- 2014 PJ42
- 2014 PL42
- 2014 PQ42
- 2014 PS42
- 2014 PV42
- 2014 PA43
- 2014 PD43
- 2014 PE43
- 2014 PH43
- 2014 PJ43
- 2014 PQ43
- 2014 PA44
- 2014 PB44
- 2014 PD44
- 2014 PF44
- 2014 PH44
- 2014 PJ44
- 2014 PM44
- 2014 PQ44
- 2014 PR44
- 2014 PZ44
- 2014 PC45
- 2014 PF45
- 2014 PK45
- 2014 PN45
- 2014 PO45
- 2014 PS45
- 2014 PT45
- 2014 PU45
- 2014 PV45
- 2014 PA46
- 2014 PE46
- 2014 PF46
- 2014 PH46
- 2014 PM46
- 2014 PP46
- 2014 PR46
- 2014 PT46
- 2014 PY46
- 2014 PB47
- 2014 PD47
- 2014 PH47
- 2014 PM47
- 2014 PR47
- 2014 PX47
- 2014 PB48
- 2014 PD48
- 2014 PN48
- 2014 PV48
- 2014 PY48
- 2014 PZ48
- 2014 PC49
- 2014 PE49
- 2014 PH49
- 2014 PJ49
- 2014 PS49
- 2014 PT49
- 2014 PW49
- 2014 PY49
- 2014 PA50
- 2014 PD50
- 2014 PG50
- 2014 PJ50
- 2014 PL50
- 2014 PR50
- 2014 PV50
- 2014 PX50
- 2014 PA51
- 2014 PH51
- 2014 PJ51
- 2014 PL51
- 2014 PP51
- 2014 PQ51
- 2014 PR51
- 2014 PT51
- 2014 PU51
- 2014 PW51
- 2014 PX51
- 2014 PC52
- 2014 PE52
- 2014 PF52
- 2014 PG52
- 2014 PH52
- 2014 PL52
- 2014 PQ52
- 2014 PU52
- 2014 PZ52
- 2014 PB53
- 2014 PQ53
- 2014 PT53
- 2014 PW53
- 2014 PE54
- 2014 PK54
- 2014 PP54
- 2014 PV54
- 2014 PE55
- 2014 PJ55
- 2014 PM55
- 2014 PA56
- 2014 PV56
- 2014 PW56
- 2014 PQ57
- 2014 PV57
- 2014 PW57
- 2014 PX57
- 2014 PA58
- 2014 PB58
- 2014 PC58
- 2014 PD58
- 2014 PE58
- 2014 PG58
- 2014 PN58
- 2014 PP58
- 2014 PQ58
- 2014 PR58
- 2014 PS58
- 2014 PU58
- 2014 PV58
- 2014 PW58
- 2014 PX58
- 2014 PY58
- 2014 PZ58
- 2014 PA59
- 2014 PC59
- 2014 PD59
- 2014 PE59
- 2014 PF59
- 2014 PG59
- 2014 PH59
- 2014 PJ59
- 2014 PK59
- 2014 PL59
- 2014 PN59
- 2014 PP59
- 2014 PR59
- 2014 PS59
- 2014 PT59
- 2014 PU59
- 2014 PW59
- 2014 PY59
- 2014 PA60
- 2014 PB60
- 2014 PH60
- 2014 PW60
- 2014 PA61
- 2014 PP61
- 2014 PQ61
- 2014 PS61
- 2014 PT61
- 2014 PC62
- 2014 PE62
- 2014 PH62
- 2014 PM62
- 2014 PQ62
- 2014 PR62
- 2014 PV62
- 2014 PX62
- 2014 PZ62
- 2014 PC63
- 2014 PG63
- 2014 PJ63
- 2014 PL63
- 2014 PO63
- 2014 PP63
- 2014 PQ63
- 2014 PU63
- 2014 PZ63
- 2014 PB64
- 2014 PD64
- 2014 PF64
- 2014 PL64
- 2014 PQ64
- 2014 PR64
- 2014 PT64
- 2014 PA65
- 2014 PB65
- 2014 PG65
- 2014 PH65
- 2014 PJ65
- 2014 PN65
- 2014 PP65
- 2014 PD66
- 2014 PM66
- 2014 PN66
- 2014 PQ66
- 2014 PR66
- 2014 PU66
- 2014 PY66
- 2014 PZ66
- 2014 PC67
- 2014 PD67
- 2014 PL67
- 2014 PM67
- 2014 PU67
- 2014 PV67
- 2014 PY67
- 2014 PZ67
- 2014 PA68
- 2014 PC68
- 2014 PD68
- 2014 PE68
- 2014 PF68
- 2014 PK68
- 2014 PL68
- 2014 PO68
- 2014 PP68
- 2014 PR68
- 2014 PT68
- 2014 PU68
- 2014 PV68
- 2014 PZ68
- 2014 PB69
- 2014 PF69
- 2014 PH69
- 2014 PN69
- 2014 PP69
- 2014 PB70
- 2014 PN70
- 2014 PQ70
- 2014 PS70
- 2014 PU70
- 2014 PV70
- 2014 PW70
- 2014 PX70
- 2014 PY70
- 2014 PZ70
- 2014 PA71
- 2014 PC71
- 2014 PD71
- 2014 PE71
- 2014 PF71
- 2014 PG71
- 2014 PH71
- 2014 PJ71
- 2014 PK71
- 2014 PL71
- 2014 PM71
- 2014 PN71
- 2014 PO71
- 2014 PP71
- 2014 PQ71
- 2014 PR71
- 2014 PT71
- 2014 PU71
- 2014 PV71
- 2014 PW71
- 2014 PX71
- 2014 PC72
- 2014 PL72
- 2014 PM72
- 2014 PO72
- 2014 PQ72
- 2014 PR72
- 2014 PT72
- 2014 PF73
- 2014 PL73
- 2014 PM73
- 2014 PY73
- 2014 PF74
- 2014 PH74
- 2014 PJ74
- 2014 PK74
- 2014 PN74
- 2014 PP74
- 2014 PT74
- 2014 PW74
- 2014 PD75
- 2014 PE75
- 2014 PF75
- 2014 PJ75
- 2014 PL75
- 2014 PN75
- 2014 PO75
- 2014 PR75
- 2014 PT75
- 2014 PW75
- 2014 PZ75
- 2014 PB76
- 2014 PC76
- 2014 PF76
- 2014 PG76
- 2014 PM76
- 2014 PN76
- 2014 PR76
- 2014 PS76
- 2014 PT76
- 2014 PV76
- 2014 PW76
- 2014 PE77
- 2014 PF77
- 2014 PG77
- 2014 PO77
- 2014 PD78
- 2014 PE78
- 2014 PG78
- 2014 PL78
- 2014 PN78
- 2014 PO78
- 2014 PP78
- 2014 PU78
- 2014 PW78
- 2014 PY78
- 2014 PA79
- 2014 PD79
- 2014 PE79
- 2014 PF79
- 2014 PH79
- 2014 PL79
- 2014 PM79
- 2014 PS79
- 2014 PW79
- 2014 PX79
- 2014 PC80
- 2014 PD80
- 2014 PE80
- 2014 PG80
- 2014 PH80
- 2014 PK80
- 2014 PM80
- 2014 PR80
- 2014 PU80
- 2014 PX80
- 2014 PZ80
- 2014 PB81
- 2014 PD81
- 2014 PE81
- 2014 PH81
- 2014 PJ81
- 2014 PL81
- 2014 PM81
- 2014 PN81
- 2014 PO81
- 2014 PQ81
- 2014 PR81
- 2014 PS81
- 2014 PU81
- 2014 PV81
- 2014 PW81
- 2014 PY81
- 2014 PZ81
- 2014 PA82
- 2014 PB82
- 2014 PD82
- 2014 PF82
- 2014 PH82
- 2014 PM82
- 2014 PO82
- 2014 PQ82
- 2014 PW82
- 2014 PX82
- 2014 PY82
- 2014 PZ82
- 2014 PA83
- 2014 PB83
- 2014 PC83
- 2014 PE83
- 2014 PF83
- 2014 PJ83
- 2014 PK83
- 2014 PL83
- 2014 PM83
- 2014 PN83
- 2014 PP83
- 2014 PQ83
- 2014 PR83
- 2014 PS83
- 2014 PT83
- 2014 PU83
- 2014 PV83
- 2014 PW83
- 2014 PX83
- 2014 PY83
- 2014 PZ83
- 2014 PA84
- 2014 PB84
- 2014 PD84
- 2014 PE84
- 2014 PF84
- 2014 PG84
- 2014 PH84
- 2014 PJ84
- 2014 PL84
- 2014 PM84
- 2014 PN84
- 2014 PO84
- 2014 PP84
- 2014 PQ84
- 2014 PS84
- 2014 PT84
- 2014 PW84
- 2014 PX84
- 2014 PY84
- 2014 PZ84
- 2014 PA85
- 2014 PB85
- 2014 PC85
- 2014 PD85
- 2014 PE85
- 2014 PF85
- 2014 PG85
- 2014 PH85
- 2014 PJ85
- 2014 PK85
- 2014 PL85
- 2014 PM85
- 2014 PN85
- 2014 PO85
- 2014 PP85
- 2014 PQ85
- 2014 PR85
- 2014 PS85
- 2014 PT85
- 2014 PV85
- 2014 PW85
- 2014 PX85
- 2014 PY85
- 2014 PZ85
- 2014 PA86
- 2014 PB86
- 2014 PC86
- 2014 PD86
- 2014 PE86
- 2014 PF86
- 2014 PG86
- 2014 PH86
- 2014 PJ86
- 2014 PK86
- 2014 PL86
- 2014 PM86
- 2014 PN86
- 2014 PO86
- 2014 PP86
- 2014 PQ86
- 2014 PR86
- 2014 PT86
- 2014 PU86
- 2014 PV86
- 2014 PW86
- 2014 PX86
- 2014 PY86
- 2014 PZ86
- 2014 PB87
- 2014 PC87
- 2014 PD87
- 2014 PF87
- 2014 PG87
- 2014 PH87
- 2014 PJ87
- 2014 PK87
- 2014 PP87
- 2014 PQ87
- 2014 PR87
- 2014 PS87
- 2014 PT87
- 2014 PU87
- 2014 PV87
- 2014 PW87
- 2014 PX87
- 2014 PY87
- 2014 PZ87
- 2014 PA88
- 2014 PB88
- 2014 PC88
- 2014 PD88
- 2014 PE88
- 2014 PF88
- 2014 PJ88
- 2014 PK88
- 2014 PM88
- 2014 PN88
- 2014 PO88
- 2014 PQ88
- 2014 PR88
- 2014 PS88
- 2014 PT88
- 2014 PU88
- 2014 PV88
- 2014 PX88
- 2014 PY88
- 2014 PZ88
- 2014 PB89
- 2014 PC89
- 2014 PD89
- 2014 PE89
- 2014 PG89
- 2014 PH89
- 2014 PM89
- 2014 PN89
- 2014 PP89
- 2014 PQ89
- 2014 PR89
- 2014 PS89
- 2014 PT89
- 2014 PV89
- 2014 PW89
- 2014 PX89
- 2014 PY89
- 2014 PZ89
- 2014 PA90
- 2014 PB90
- 2014 PC90
- 2014 PJ90
- 2014 PK90
- 2014 PM90
- 2014 PN90
- 2014 PO90
- 2014 PP90
- 2014 PS90
- 2014 PU90
- 2014 PW90
- 2014 PX90
- 2014 PY90
- 2014 PZ90
- 2014 PA91
- 2014 PC91
- 2014 PE91
- 2014 PF91
- 2014 PG91
- 2014 PH91
- 2014 PJ91
- 2014 PK91
- 2014 PL91
- 2014 PM91
- 2014 PN91
- 2014 PO91
- 2014 PQ91
- 2014 PR91
- 2014 PS91
- 2014 PT91
- 2014 PU91
- 2014 PV91
- 2014 PW91
- 2014 PX91
- 2014 PZ91
- 2014 PA92
- 2014 PB92
- 2014 PC92
- 2014 PD92
- 2014 PE92
- 2014 PF92
- 2014 PH92
- 2014 PJ92
- 2014 PK92
- 2014 PL92
- 2014 PM92
- 2014 PN92
- 2014 PO92
- 2014 PP92
- 2014 PQ92
- 2014 PR92
- 2014 PT92
- 2014 PU92
- 2014 PV92
- 2014 PW92
- 2014 PX92
- 2014 PY92
- 2014 PZ92
- 2014 PA93
- 2014 PB93
- 2014 PD93
- 2014 PF93
- 2014 PG93
- 2014 PH93
- 2014 PJ93
- 2014 PK93
- 2014 PL93
- 2014 PN93
- 2014 PO93
- 2014 PP93
- 2014 PQ93
- 2014 PR93
- 2014 PS93
- 2014 PU93
- 2014 PV93
- 2014 PX93
- 2014 PZ93
- 2014 PA94
- 2014 PB94
- 2014 PC94
- 2014 PE94
- 2014 PF94
- 2014 PG94
- 2014 PH94
- 2014 PJ94
- 2014 PM94
- 2014 PN94
- 2014 PO94
- 2014 PP94
- 2014 PQ94
- 2014 PW94
- 2014 PX94
- 2014 PY94
- 2014 PA95
- 2014 PB95
- 2014 PC95
- 2014 PD95
- 2014 PE95
- 2014 PF95
- 2014 PG95
- 2014 PH95
- 2014 PJ95
- 2014 PK95
- 2014 PL95
- 2014 PM95
- 2014 PN95
- 2014 PO95
- 2014 PP95
- 2014 PQ95
- 2014 PR95
- 2014 PS95
- 2014 PT95
- 2014 PU95
- 2014 PV95
- 2014 PX95
- 2014 PY95
- 2014 PA96
- 2014 PB96
- 2014 PC96
- 2014 PD96
- 2014 PE96
- 2014 PG96
- 2014 PH96
- 2014 PJ96
- 2014 PL96
- 2014 PM96
- 2014 PN96
- 2014 PO96
- 2014 PQ96
- 2014 PR96
- 2014 PT96
- 2014 PU96
- 2014 PV96
- 2014 PW96
- 2014 PX96
- 2014 PY96
- 2014 PB97
- 2014 PC97
- 2014 PE97
- 2014 PF97
- 2014 PG97
- 2014 PH97
- 2014 PJ97
- 2014 PK97
- 2014 PL97
- 2014 PM97
- 2014 PN97
- 2014 PO97
- 2014 PP97
- 2014 PQ97
- 2014 PR97
- 2014 PS97
- 2014 PT97
- 2014 PU97
- 2014 PV97
- 2014 PW97
- 2014 PX97
- 2014 PY97
- 2014 PZ97
- 2014 PA98
- 2014 PB98
- 2014 PC98
- 2014 PD98
- 2014 PE98
- 2014 PF98
- 2014 PG98
- 2014 PH98
- 2014 PJ98
- 2014 PK98
- 2014 PM98
- 2014 PN98
- 2014 PO98
- 2014 PP98
- 2014 PQ98
- 2014 PR98
- 2014 PS98
- 2014 PT98
- 2014 PU98
- 2014 PW98
- 2014 PX98
- 2014 PY98
- 2014 PZ98
- 2014 PB99
- 2014 PC99
- 2014 PD99
- 2014 PE99
- 2014 PF99
- 2014 PG99
- 2014 PH99
- 2014 PJ99
- 2014 PK99
- 2014 PM99
- 2014 PN99
- 2014 PO99
- 2014 PP99
- 2014 PQ99
- 2014 PR99
- 2014 PS99
- 2014 PT99
- 2014 PU99
- 2014 PV99
- 2014 PW99
- 2014 PX99
- 2014 PY99
- 2014 PZ99
- 2014 PA100
- 2014 PB100
- 2014 PC100
- 2014 PD100
- 2014 PE100
- 2014 PG100
- 2014 PH100
- 2014 PJ100
- 2014 PK100
- 2014 PL100
- 2014 PM100
- 2014 PN100
- 2014 PO100
- 2014 PP100
- 2014 PQ100
- 2014 PR100
- 2014 PT100
- 2014 PU100
- 2014 PV100
- 2014 PW100
- 2014 PX100
- 2014 PY100
- 2014 PZ100
- 2014 PA101
- 2014 PB101
- 2014 PD101
- 2014 PE101
- 2014 PG101
- 2014 PH101
- 2014 PJ101
- 2014 PK101
- 2014 PL101
- 2014 PM101
- 2014 PO101
- 2014 PP101
- 2014 PQ101
- 2014 PR101
- 2014 PS101
- 2014 PT101
- 2014 PV101
- 2014 PW101
- 2014 PX101
- 2014 PY101
- 2014 PZ101
- 2014 PA102
- 2014 PB102
- 2014 PC102
- 2014 PD102
- 2014 PE102
- 2014 PF102
- 2014 PH102
- 2014 PJ102
- 2014 PK102
- 2014 PL102
- 2014 PM102
- 2014 PN102
- 2014 PO102
- 2014 PP102
- 2014 PQ102
- 2014 PR102
- 2014 PS102
- 2014 PT102
- 2014 PU102
- 2014 PV102
- 2014 PW102
- 2014 PX102
- 2014 PY102
- 2014 PZ102
- 2014 PA103
- 2014 PB103
- 2014 PC103
- 2014 PD103
- 2014 PE103
- 2014 PF103
- 2014 PG103
- 2014 PH103
- 2014 PJ103
- 2014 PK103
- 2014 PL103
- 2014 PM103
- 2014 PN103
- 2014 PO103
- 2014 PR103
- 2014 PS103
- 2014 PT103
- 2014 PU103
- 2014 PV103
- 2014 PW103
- 2014 PX103
- 2014 PY103
- 2014 PZ103
- 2014 PA104
- 2014 PB104
- 2014 PC104
- 2014 PD104
- 2014 PE104
- 2014 PG104
- 2014 PH104
- 2014 PJ104
- 2014 PK104
- 2014 PL104
- 2014 PM104
- 2014 PN104
- 2014 PO104
- 2014 PP104
- 2014 PQ104
- 2014 PR104
- 2014 PS104
- 2014 PV104
- 2014 PY104
- 2014 PZ104
- 2014 PA105
- 2014 PB105
- 2014 PC105
- 2014 PD105
- 2014 PE105
- 2014 PF105
- 2014 PG105
- 2014 PH105
- 2014 PJ105
- 2014 PK105
- 2014 PL105
- 2014 PM105
- 2014 PO105
- 2014 PP105
- 2014 PQ105
- 2014 PS105
- 2014 PT105
- 2014 PU105
- 2014 PV105
- 2014 PW105
- 2014 PX105
- 2014 PY105
- 2014 PZ105
- 2014 PA106
- 2014 PC106
- 2014 PD106
- 2014 PE106
- 2014 PF106
- 2014 PH106
- 2014 PJ106
- 2014 PK106
- 2014 PL106
- 2014 PM106
- 2014 PN106
- 2014 PR106
- 2014 PS106
- 2014 PU106
- 2014 PV106
- 2014 PX106
- 2014 PY106
- 2014 PB107
- 2014 PC107
- 2014 PE107
- 2014 PF107
- 2014 PG107
- 2014 PH107
- 2014 PK107
- 2014 PM107
- 2014 PN107
- 2014 PO107
- 2014 PP107
- 2014 PQ107
- 2014 PR107
- 2014 PS107
- 2014 PT107
- 2014 PU107
- 2014 PV107
- 2014 PW107
- 2014 PX107
- 2014 PY107
- 2014 PA108
- 2014 PB108
- 2014 PC108
- 2014 PD108
- 2014 PE108
- 2014 PF108
- 2014 PH108
- 2014 PJ108
- 2014 PK108
- 2014 PL108
- 2014 PM108
- 2014 PN108
- 2014 PO108
- 2014 PP108
- 2014 PQ108
- 2014 PR108
- 2014 PT108
- 2014 PU108
- 2014 PV108
- 2014 PW108
- 2014 PX108
- 2014 PY108
- 2014 PA109
- 2014 PB109
- 2014 PC109
- 2014 PD109
- 2014 PE109
- 2014 PF109
- 2014 PG109
- 2014 PH109
- 2014 PJ109
- 2014 PK109
- 2014 PL109
- 2014 PP109
- 2014 PQ109
- 2014 PS109
- 2014 PU109
- 2014 PY109
- 2014 PZ109
- 2014 PC110
- 2014 PD110
- 2014 PE110
- 2014 PG110
- 2014 PH110
- 2014 PJ110
- 2014 PK110
- 2014 PL110
- 2014 PM110
- 2014 PP110
- 2014 PQ110
- 2014 PR110
- 2014 PS110
- 2014 PU110
- 2014 PV110
- 2014 PX110
- 2014 PY110
- 2014 PZ110
- 2014 PA111
- 2014 PB111
- 2014 PD111
- 2014 PE111
- 2014 PF111
- 2014 PG111
- 2014 PJ111
- 2014 PK111
- 2014 PL111
- 2014 PM111
- 2014 PN111
- 2014 PO111
- 2014 PP111
- 2014 PQ111
- 2014 PR111
- 2014 PS111
- 2014 PT111
- 2014 PW111
- 2014 PX111
- 2014 PY111
- 2014 PA112
- 2014 PB112
- 2014 PC112
- 2014 PD112
- 2014 PE112
- 2014 PF112
- 2014 PH112
- 2014 PJ112
- 2014 PK112
- 2014 PL112
- 2014 PO112
- 2014 PR112
- 2014 PS112
- 2014 PT112
- 2014 PU112
- 2014 PW112
- 2014 PX112
- 2014 PY112
- 2014 PA113
- 2014 PB113
- 2014 PC113
- 2014 PD113
- 2014 PE113
- 2014 PF113
- 2014 PG113
- 2014 PH113
- 2014 PJ113
- 2014 PK113
- 2014 PL113
- 2014 PN113
- 2014 PO113
- 2014 PP113
- 2014 PQ113
- 2014 PR113
- 2014 PS113
- 2014 PT113
- 2014 PU113
- 2014 PW113
- 2014 PX113
- 2014 PY113
- 2014 PZ113
- 2014 PA114
- 2014 PB114
- 2014 PC114
- 2014 PD114
- 2014 PE114
- 2014 PG114
- 2014 PH114
- 2014 PJ114
- 2014 PK114
- 2014 PL114
- 2014 PM114
- 2014 PN114
- 2014 PO114
- 2014 PP114
- 2014 PQ114
- 2014 PR114
- 2014 PS114
- 2014 PT114
- 2014 PU114
- 2014 PV114
- 2014 PW114
- 2014 PX114
- 2014 PY114
- 2014 PZ114
- 2014 PA115
- 2014 PB115
- 2014 PC115
- 2014 PD115
- 2014 PE115
- 2014 PF115
- 2014 PG115
- 2014 PH115
- 2014 PJ115
- 2014 PK115
- 2014 PL115
- 2014 PM115
- 2014 PN115
- 2014 PO115
- 2014 PP115
- 2014 PQ115
- 2014 PR115
- 2014 PS115
- 2014 PT115
- 2014 PU115
- 2014 PV115
- 2014 PW115
- 2014 PX115
- 2014 PY115
- 2014 PA116
- 2014 PB116
- 2014 PC116
- 2014 PD116
- 2014 PE116
- 2014 PF116
- 2014 PH116
- 2014 PJ116
- 2014 PK116
- 2014 PL116
- 2014 PM116
- 2014 PN116
- 2014 PO116
- 2014 PP116